# Věra Kistlerová
Věra Kistlerová (také: Vera Kistler, roz. Věra Polenová; * 23. března 1929 Volary – 3. srpna 2006 Darlington) byla americká skladatelka, hudební pedagožka a spisovatelka českého původu.

## Život a dílo
Matka Věry Polenové byla švadlena a otec pracoval jako železničního zřízenec. Během jejího dětství rodina žila v Plzni, kde Věra chodila do měšťanské školy, od roku 1944 bydleli ve Volyni. V roce 1947 se vdala za amerického občana Thomase C. Kistlera a odešla s ním do Darlingtonu v Jižní Karolíně. V roce 1949 se stala americkou občankou. Vystudovala hudební obor na Coker College v Hartsville (titul BA v roce 1969) a na University of South Carolina v Kolumbii (titul MA v roce 1973). V roce 1987 získala na stejné univerzitě titul doktora hudebních umění. Doktorskou práci napsala o Bohuslavu Martinů.
Pracovala jako učitelka hudby a složila kolem 40 sborových a sólových děl založených na básních známých básníků vč. Reinera Maria Rilkeho, Robert Frosta a jejích vlastních textech (např. Song of Myself, Stoping Woods on Snowy Evening, Thawing Wind, Morning Star, Measure Me, Sky!), Once a Year At Christmas, Mary's Lamb, Marching With the River, A Rilke Trilogy, Good Night, Beloved) a několik komorních a orchestrálních děl. Publikovala také tři romány a básně, eseje a povídky v literárních časopisech ve Spojených státech, Kanadě a Evropě. Aranžovala také české národní písně.
V Československu její prózy vyšly v 80. letech v časopisech Vlasta a Kmen. K jejím dalším česky vydaným dílům patří například Sladké putování (1985), líčící začátky prosazování integrace bílých a černých dětí na dříve segregovaných školách v malém jižanském městě, nebo další povídková kniha Ptáci jednoho peří (1986), popisující životní střety, jež pramení z jižanského tradicionalismu až konzervatismu.

### Ocenění
V roce 1983 získala výroční cenu nakladatelství Melantrich za knihu povídek Hluché fialky, ve kterých popisuje přistěhovalecký život válečných nevěst.